# Magazine de mode

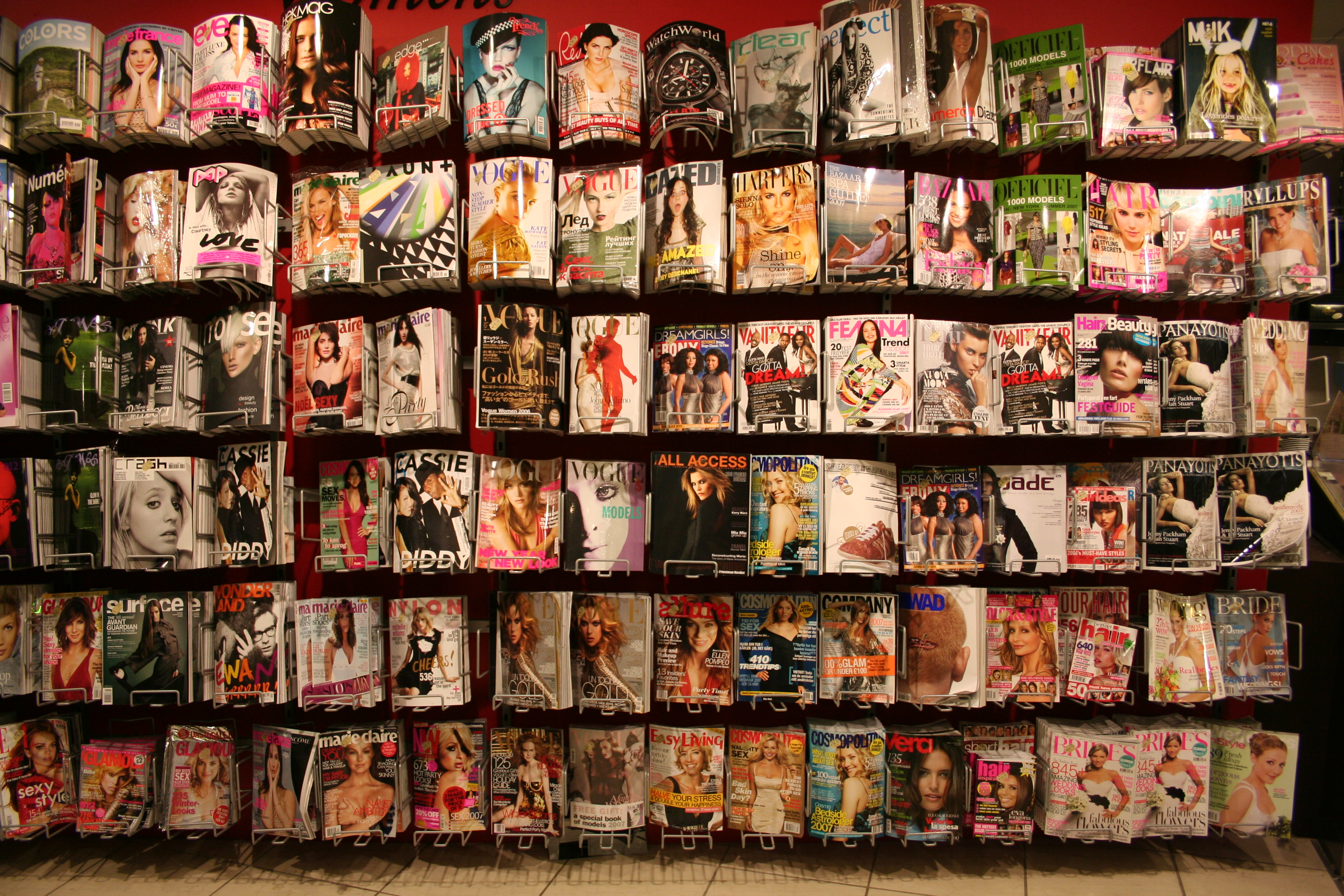
Magazines de mode dans un point de vente, Copenhague (2007)

Un magazine de mode est un titre de presse écrite consacré à la mode et ayant le format d'un magazine. Ce magazine est composé le plus souvent d'un contenu rédactionnel, ainsi que, anciennement, d'illustrations puis de photographies de mode.

## Histoire

### Débuts

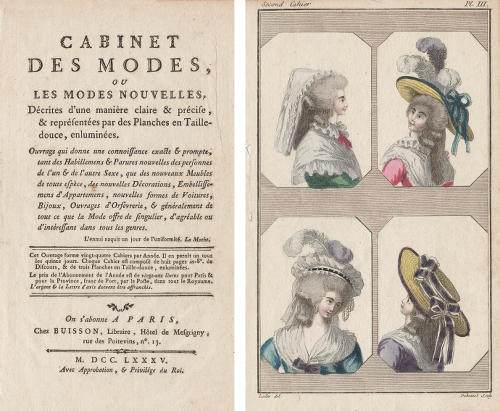
Page de titre du Cabinet des modes (1785) et gravure (planche III) du second cahier par Duhamel d'après un dessin de Lecler.

Le premier périodique avec des articles illustrant la mode du moment est sans doute le Mercure galant au XVIIe siècle. Mais c'est lors du siècle suivant que se développent de véritables publications concernant la mode. Pierre de La Mésangère écrit en 1818 que le plus ancien journal de mode est Le Cabinet des Nouvellistes, ou les Nouvelles du Tems mises en Figures datant de 1728. Les premiers périodiques de mode font donc leur apparition au XVIIIe siècle avec notamment le Journal du goût, ou courrier de la mode (mensuel publié à Paris de 1768 à 1770), le Lady's Magazine (en) (dès 1770) à Londres, le recueil périodique Galerie des modes et costumes français présenté par Guillaume Molé (1742-1790), publiée à partir de 1778 à Paris et contenant des estampes en couleurs, suivi par le Cabinet des modes (1785-1786), le Magasin des modes (1786-1789), le Journal der Moden commencé en 1786, en Allemagne.  
Les périodiques de mode ont alors des formes relativement proches de ceux qui sont publiés aujourd’hui. Il s’agit de cahiers contenant des articles et une ou plusieurs gravures présentant les nouveautés de la mode parisienne pour les diffuser à travers tout le pays, ainsi que dans le reste de l’Europe et même l'Amérique. 

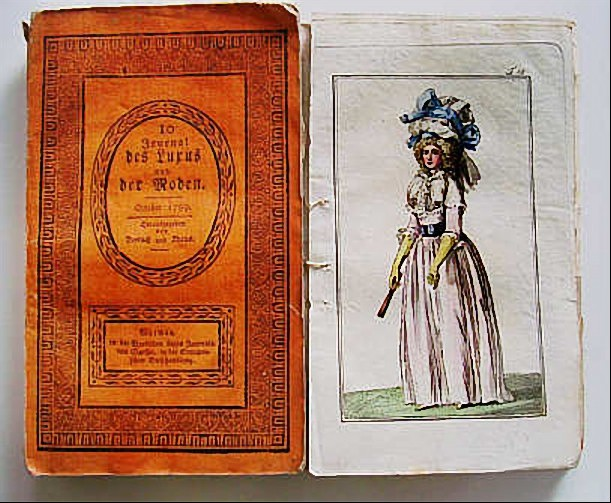
Journal des Luxus und der Moden, vers 1800.

Avant la Révolution, certains almanachs font aussi office de revues de mode avec des articles et des gravures de mode pour illustrer chaque jour. Ces petits livres, pouvant se mettre dans une poche, sont parfois totalement ou partiellement dédiés à la mode. Ils ne sont cependant publiés qu'annuellement. L'Almanach de Gotha (édité en français depuis 1764) contient presque tout le temps quelques gravures et articles sur la mode en particulier parisienne. 
Au début du XIXe siècle, les premiers magazines à fort tirage proposant des gravures de mode sont publiés à Paris et à Londres, comme le Journal des dames et des modes (fondé à Paris en 1797) ou La Belle Assemblée. En 1830, à Philadelphie, Godey's Lady's Book est le premier magazine américain ouvert à la mode.

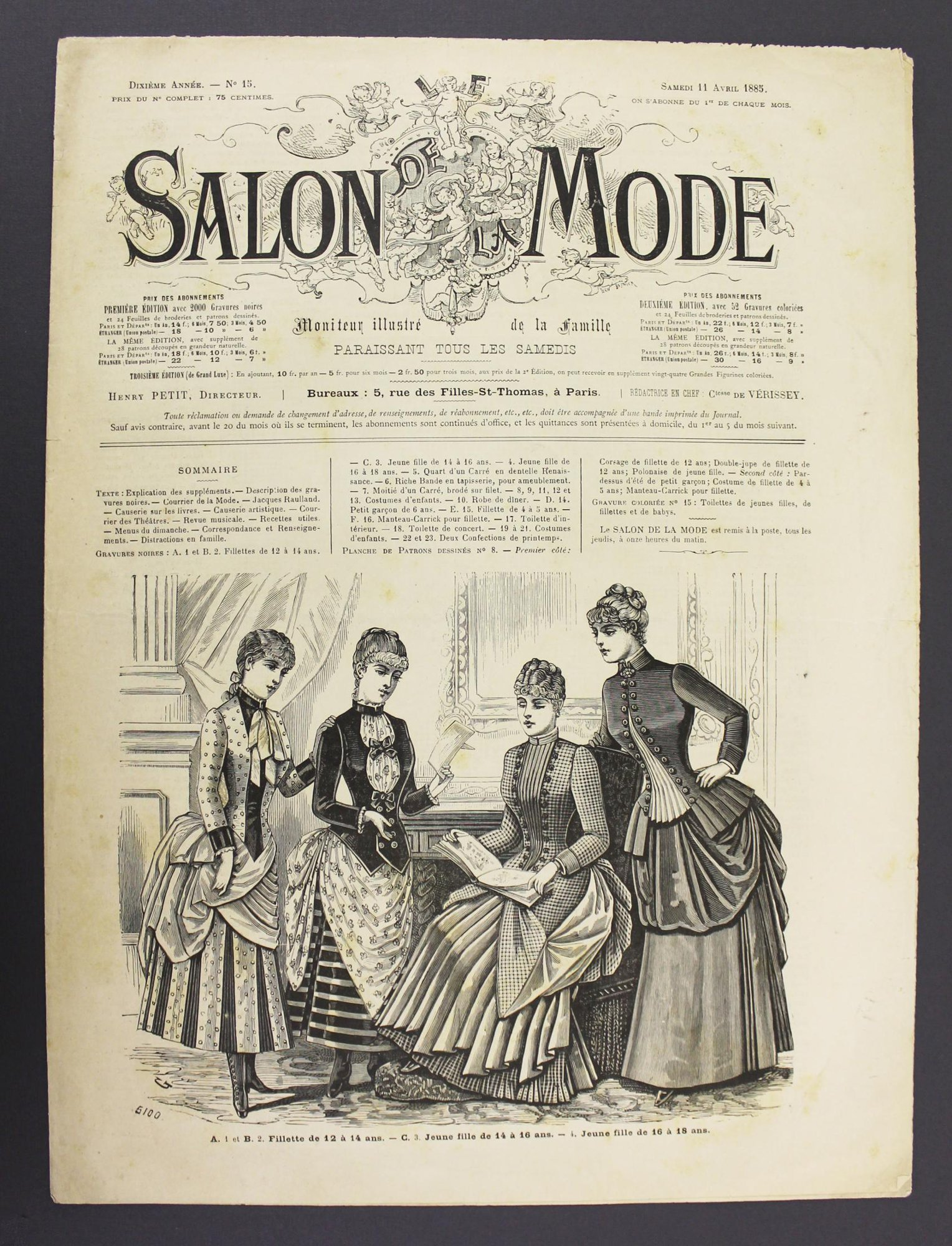
Salon de la Mode (1885).

De nombreuses revues de mode sont publiées en France au XIXe siècle comme Petit courrier des dames (1821-1868), La Mode (1829-1855), Le Follet (1829-1882), l'anecdotique Dernière Mode avec seulement huit numéros mais entièrement réalisée par Mallarmé (1874), Le Moniteur de la mode (1843-1913), La Mode illustrée (1860-1937), etc.

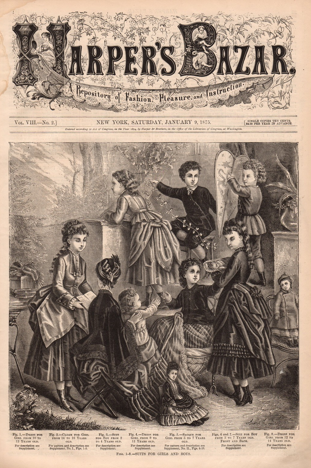
Harper's Bazar (1875)

La fin du XIXe siècle est marquée par l'apparition de plusieurs revues, telles L'Art de la mode (1880) en France, ou aux États-Unis Harper's Bazaar, puis Vogue en 1892 ; mais pour ce dernier, qui deviendra le plus important magazine de mode au monde au cours des décennies suivantes, son succès débute à la suite de son rachat et la nouvelle formule qui en découle dans les années 1910. Cette même année 1910 est créé Women's Wear Daily, magazine ciblant plus les professionnels de la mode.

### LeXXesiècle
La Gazette du Bon Ton est publiée en France à partir de 1912, suivi une dizaine d'années après de L'Officiel de la couture et de la mode de Paris. Après la revente de la Gazette du Bon Ton, Lucien Vogel son ancien propriétaire fonde Le Jardin des Modes. Presque simultanément parait l'édition française de Vogue qui s’appellera Vogue Paris bien plus tard.

Alors qu'elle n'est qu'accessoirement traitée durant le XIXe siècle, la haute couture devient incontournable pour ces magazines après la Première Guerre mondiale, remplissant nombre de pages de La Femme Chic ou de l'Album du Figaro titres phares de l'entre-deux-guerres côtoyant les plus anciens. Durant plusieurs décennies, la presse mondiale est l'invitée des collections parisiennes bis-annuelles pour laquelle les maisons de couture organisent des défilés privés. La publicité reste rare et les couturiers établissent des relations avec les magazines afin de faire publier leurs créations ; mais tous n'agissent pas sur un pied d'égalité, soignant ou, à l’extrême, méprisant les magazines de mode, à l'image de Dior offrant un service de presse le « plus serviable de tout Paris » et Balenciaga contrôlant et ne cédant à aucune des requêtes des rédactrices en chef.

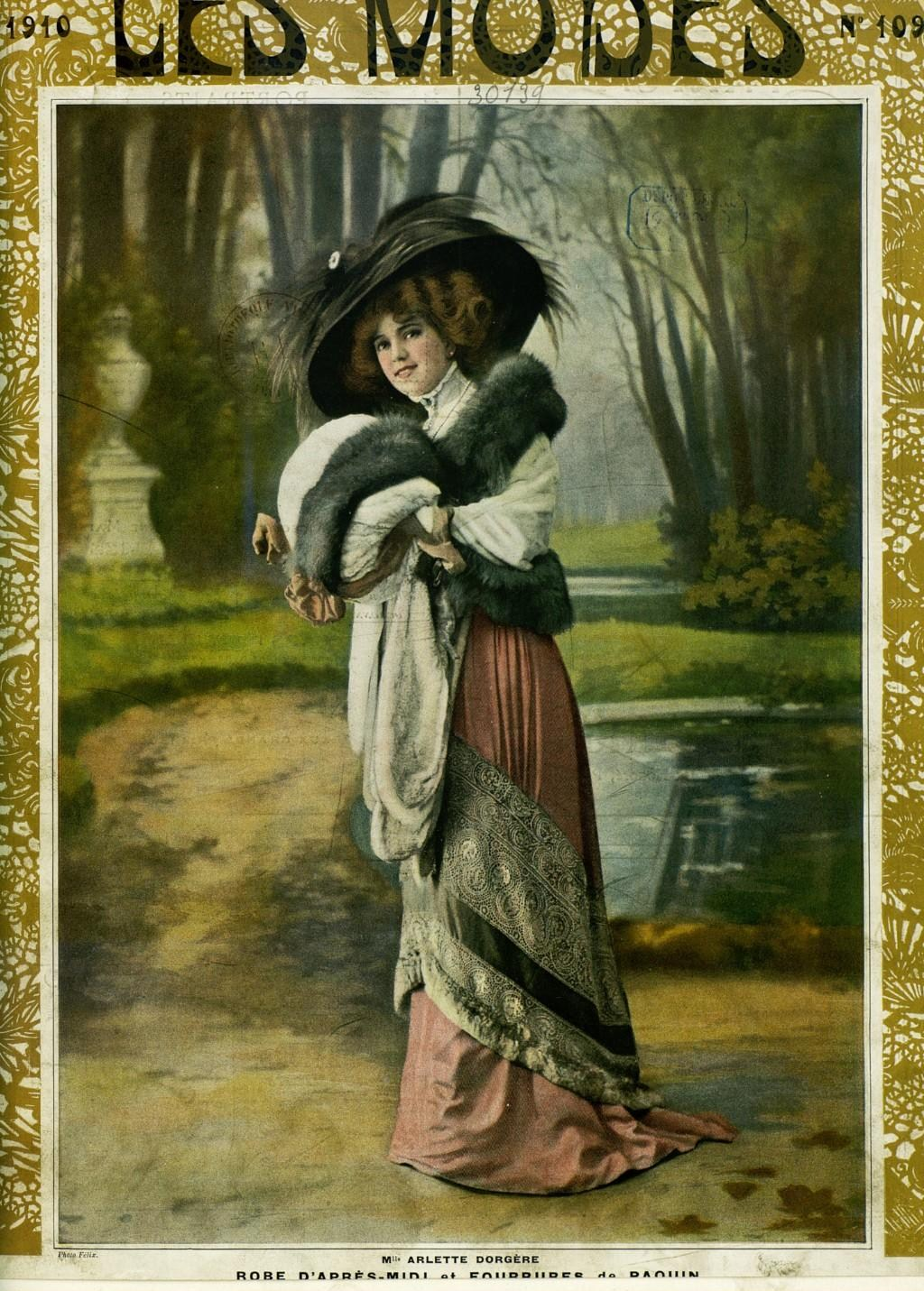
Les Modes en 1910.
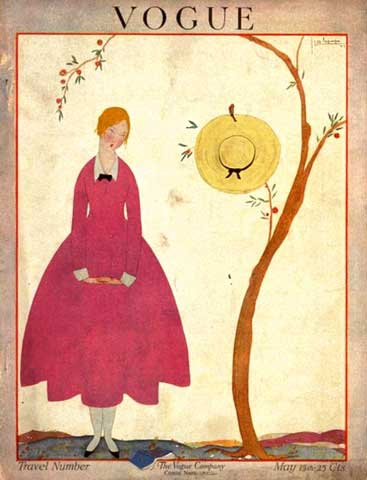
Couverture de Vogue en mai 1917.
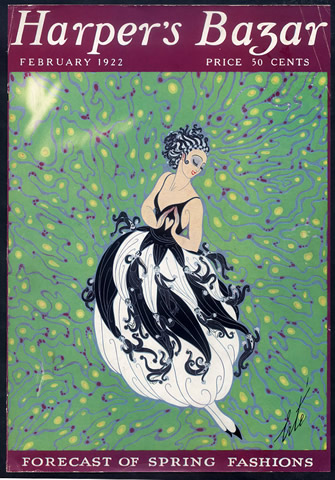
Harper's Bazar, février 1922.
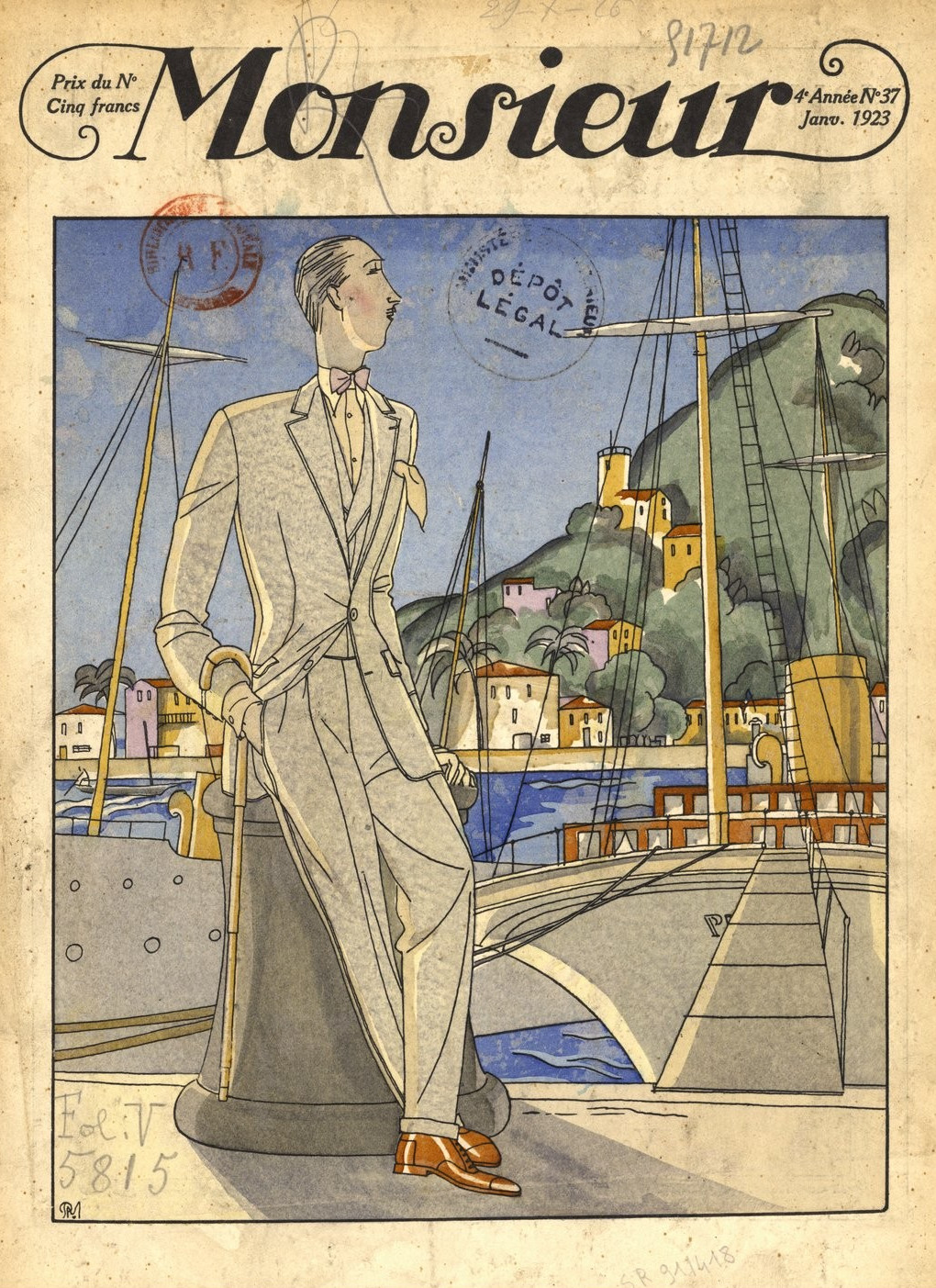
Monsieur, janvier 1923.

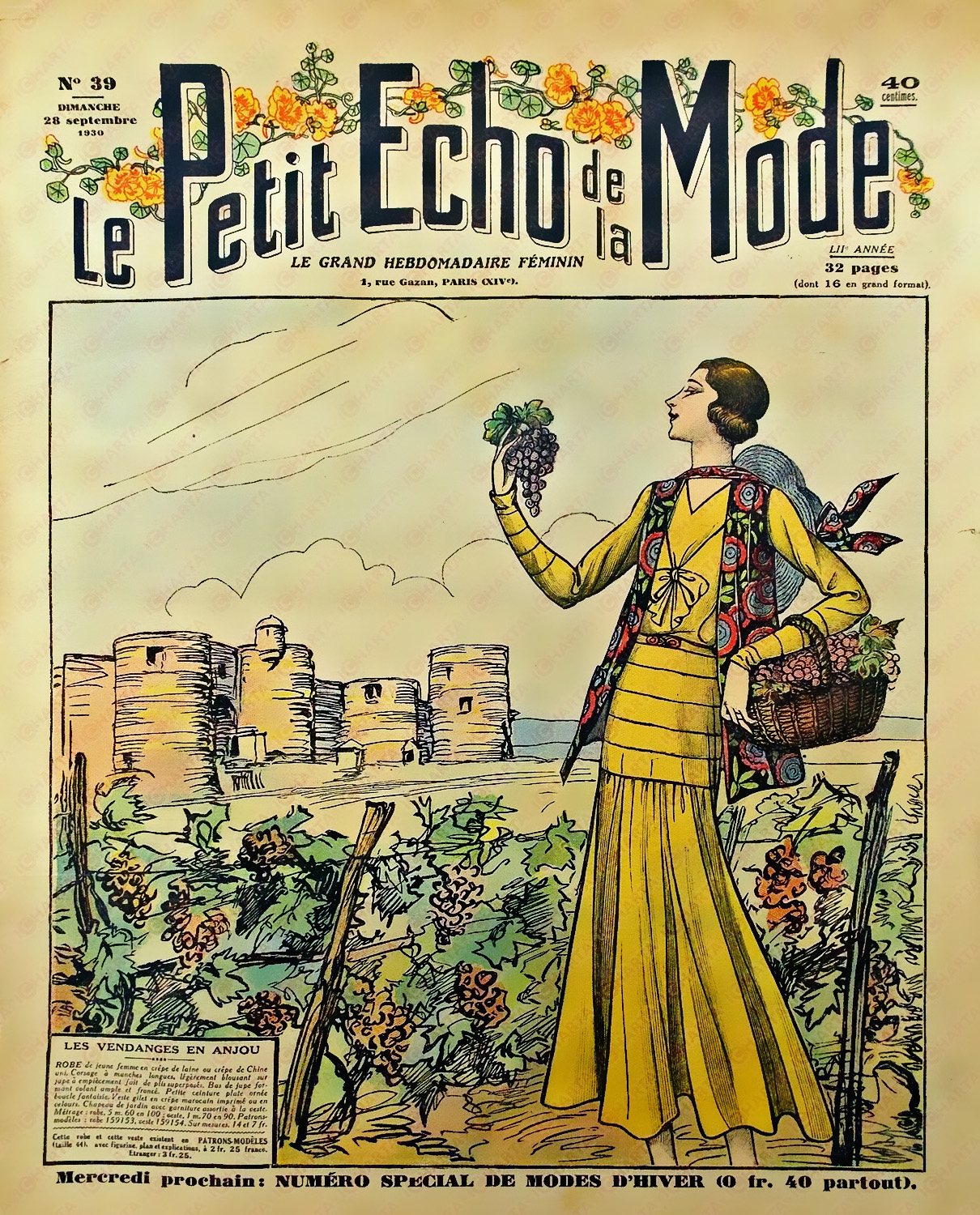
Le Petit Écho de la mode, 1930.
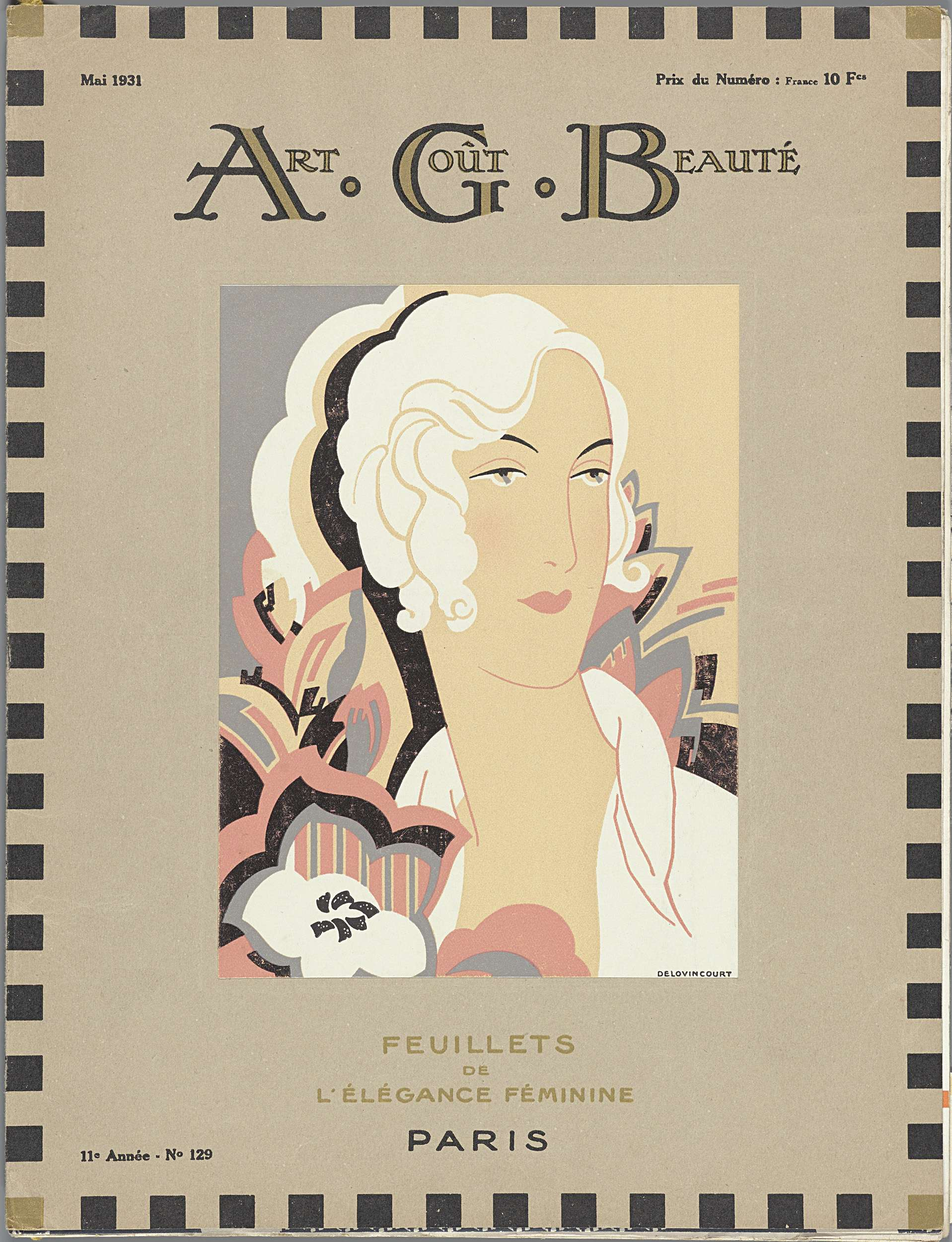
Art Goût Beauté, 1931.
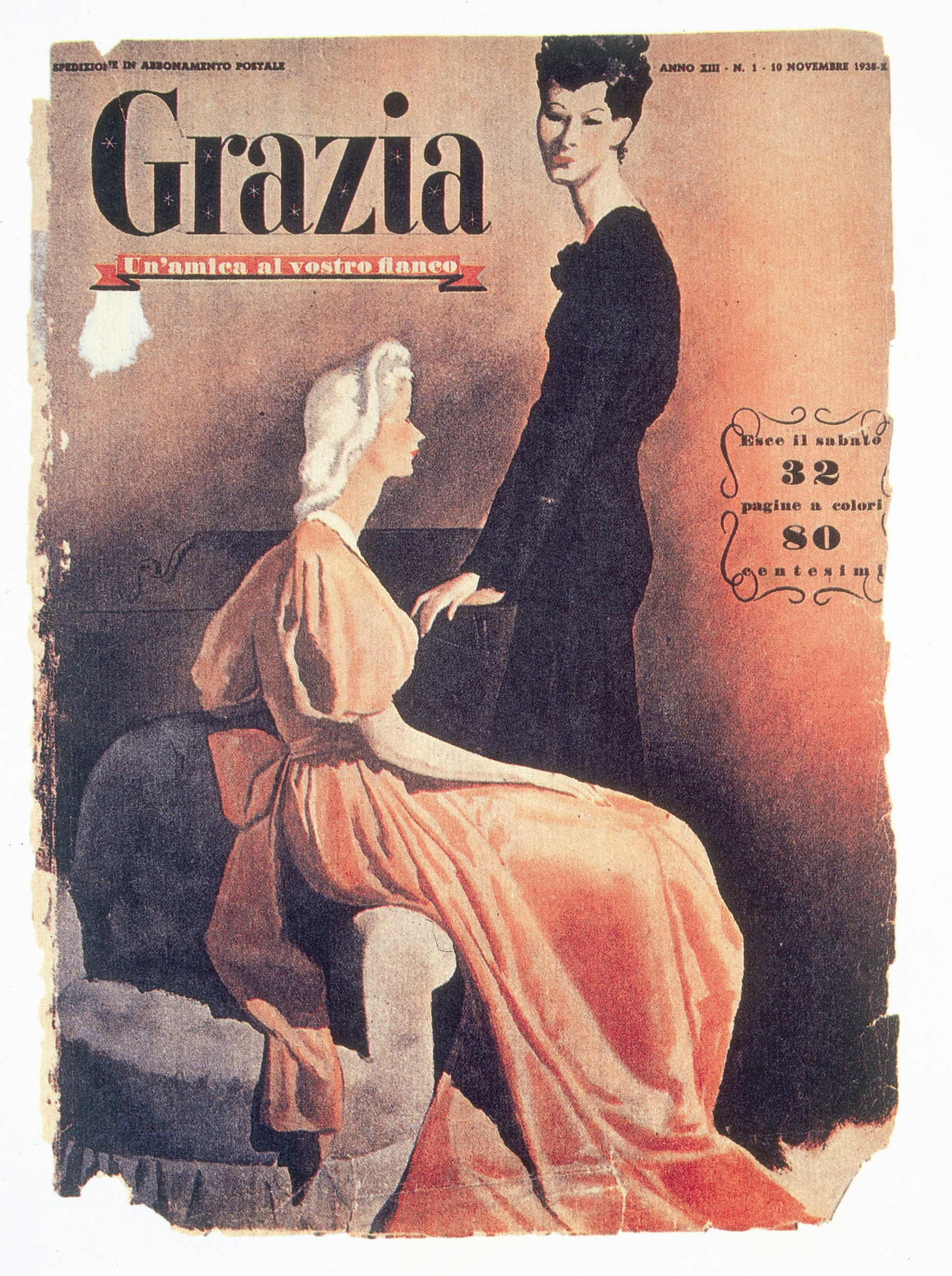
Grazia, 1938.

Après la Seconde Guerre mondiale, la haute couture vit son second « âge d'or ». Les titres français de mode et presse féminine sont nombreux et variés. Le magazine Marie France est créé ces années là ainsi que Elle, avec son premier numéro le 21 novembre 1945. Silhouette, Le Jardin des modes, L'Album du Figaro, Le Petit Écho de la mode, L'Officiel, Modes et Travaux, Femme d'aujourd'hui, tous créés bien avant le conflit, sont présents dans la presse nationale. Le Vogue américain reste en concurrence féroce avec Harper's Bazaar, depuis des années. Certains titres diffusent des patrons afin de permettre à leurs lectrices de réaliser elles-mêmes leurs tenues,. Mais changement d'orientation : peu de temps après le New Look, les magazines vont se faire l'écho de la révolution du prêt-à-porter, poussés en cela par le dynamisme américain et la volonté de soutenir l'industrie textile nationale. Entre 1948 et 1950, quelques titres laissent une — petite — place à ce domaine émergeant de la confection. Dès 1952, le Vogue français publie une rubrique au sein de ses pages. L'année suivante, Elle y consacre un sujet de fond. Au milieu de la décennie, Jardin des modes (qui a perdu son pronom) fait deux numéro par an sur le prêt-à-porter puis l'affiche en couverture. Marie Claire, fondé en 1937 par Jean Prouvost et Marelle Auclair, est de nouveau publié en 1954 après dix ans d'interruption.

### Magazine de mode masculine
Concernant la mode masculine, deux titres de presse masculine vont se développer en France durant les années folles : Monsieur animé notamment par Paul Poiret et Adam. Quelques années plus tard aux États-Unis, Apparel Arts et Esquire feront leur apparition.
Durant les années 70 apparaissent deux titres marquant consacrés à la mode masculine : Vogue Hommes et L'Officiel Hommes (en).

### Années 2000
Le XXIe siècle est notamment été marqué par l'apparition de magazines centrés sur la mode enfantine : Milk (depuis 2003), Kids et Doolittle. D'autres titres se sont spécialisés sur des sujets plus restreints comme les chaussures (Pointure), la joaillerie (Dreams) ou l'horlogerie (Montres). Dans les années 2000, il est reproché plusieurs fois aux magazines une trop grande connivence avec les marques : couverture et reportages semblent n'être que des publi-reportages ; les rédactrices « mode » travaillent parfois en parallèle pour de grandes marques, la frontière reste mince.

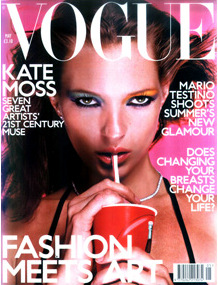
Vogue britannique en 2000.
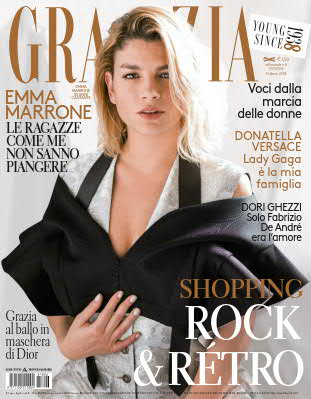
Grazia, 2018.

À partir des années 2010, les magazines souffrent de la concurrence des réseaux sociaux et de l'influence grandissante des Instagirls. Les ventes sont en chute, les recettes publicitaires attenantes également. Stylist, hebdomadaire gratuit diffusé en 2009 au Royaume-Uni, puis quatre ans plus tard en France par Marie Claire, tire son épingle du jeu avec sa maquette novatrice et son équipe réduite.
En 2018 apparaît le semestriel L'Étiquette du groupe So Press, centré sur le vêtement masculin.

## Principaux titres

### Mensuels
- Vogue : Créé en 1892 aux États-Unis, il est considéré comme le plus important magazine de mode au monde, avec des déclinaisons dans de nombreux pays. En plus de la version américaine, les quatre éditions les plus influentes sont :
  - Vogue Italia
  - Vogue Paris (créé en 1920)
  - British Vogue (créé en 1916)
  - Vogue China
- Harper's Bazaar
- Glamour
- Marie Claire
- Biba (magazine)
- GQ
- Cosmopolitan (magazine)

### Hebdomadaires
- Grazia (depuis 1938 en Italie et actuellement dans une vingtaine de pays)
- Madame Figaro (depuis 1980 en France et cinq éditions étrangères)

### Quotidiens
Women's Wear Daily, surnommé la « bible ».

### Au Canada
- Clin d'œil (depuis 1980)
- Elle Québec (depuis 1989)

### Principaux titres français (par ordre chronologique)

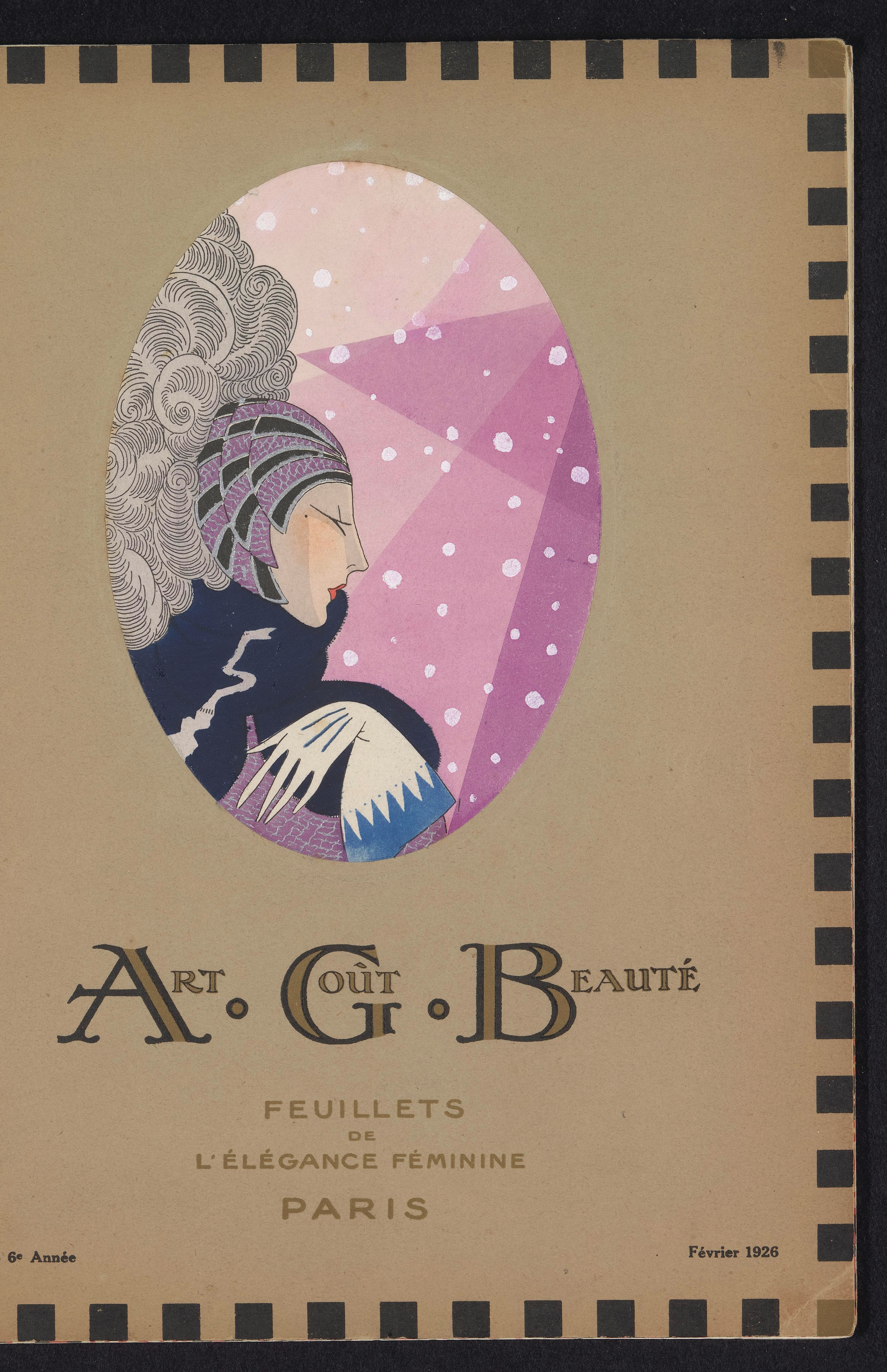
Art, Goût, Beauté (février 1926)

- Galerie des modes et costumes français (1778-1788)
- Journal des dames et des modes (1797-1839)
- Nouveau journal des dames et Petit courrier des dames (1821-1868)
- La Mode (1829-1855)
- Le Follet (1829-1882)
- Le Moniteur de la mode (1843-1913)
- La Mode illustrée (1860-1937)
- Le Petit Écho de la mode (1880-1983)
- L'Art de la mode, devenue L'Art et la mode, (1881-1972) ;
- Les Modes : revue mensuelle illustrée des Arts décoratifs appliqués (1901-1937)
- Le Journal des dames et des modes (nouvelle série-1912-1914).
- Gazette du bon ton (1912-1925)
- Monsieur (1919-1925)
- Modes et travaux (1920-)
- Art Goût Beauté (1920-1933)
- Vogue (revue française 1920-)
- Le Jardin des modes (1922-1997)
- Elle (1945-)
- Depeche Mode (1976-2001)
- Grazia (depuis 2009 pour l'édition française[7])
- Numéro
- Silhouette

Ainsi que d'autres titres moins connus : 
Actualité Couture : chapeaux de Paris ; Adam : la revue des modes masculines en France et à l’étranger ; Album de la mode : revue des activités de création française mode couture, textile artisanat, peinture et théâtre ; Album du Figaro ; les Albums du Jardin des modes : La Layette ; Les Albums du Jardin des modes ; L'Art de la mode : Reproduction en noir et en couleurs de costumes, d'ameublements, de joyaux et de tous objets d'art ; l'Art et la Mode : journal de la vie mondaine ; Bulletin chapeaux-passion / Musée du Chapeau ; Les Cahiers de la recherche luxe-mode-art / Centre de recherche luxe-mode-art ; Cahiers du Jardin des modes ; La Mode pratique ; La Causeuse : journal des salons, littérature, beaux arts, modes, etc.